# حمید مؤمنی
حمید مؤمنی (۱۳۲۱ بیدسرخ کرمانشاه – ۱۳۵۴ در تهران) نویسنده، شاعر، و نظریه‌پرداز سازمان چریک‌های فدایی خلق ایران بود.

## زندگی
وی در سال ۱۳۲۱ در روستای بیدسرخ در ۵ کیلومتری شهر صحنه در استان کرمانشاه متولد شد. 
حمید مؤمنی یکی از تئوریسین‌های سازمان چریک‌های فدایی خلق ایران بود. عده‌ای تغییر مشی سازمان چریک‌های فدایی را به دلیل پیروی سازمان از نظرات تئوریک وی می‌دانند. حمید مؤمنی در سال ۱۳۵۴ در حمله ساواک کشته شد.

## آثار
- دربارهٔ روشنفکر
- پاسخ به فرصت طلبان در مورد مبارزهٔ مسلحانه؛ هم استراتژی، هم تاکتیک
- پیدایش انسان
- دربارهٔ اصلاحات ارضی و نتایج مستقیم آن
- رشد اقتصادی و رفاه اقتصادی
- سرسخن «دولت نادرشاه»
- شورش نه، قدم‌های سنجیده در راه انقلاب
- گرایش به راست در سیاست خارجی جمهوری خلق چین
- مختصری از تاریخ جامعه برای نوجوانان
- مقدمه ای بر تاریخ

از وی همچنین اشعار و داستان‌هایی در دست است که با تخلص «م. بیدسرخی» به رشتهٔ تحریر درآمده‌اند.